# Österreichisches Wörterbuch

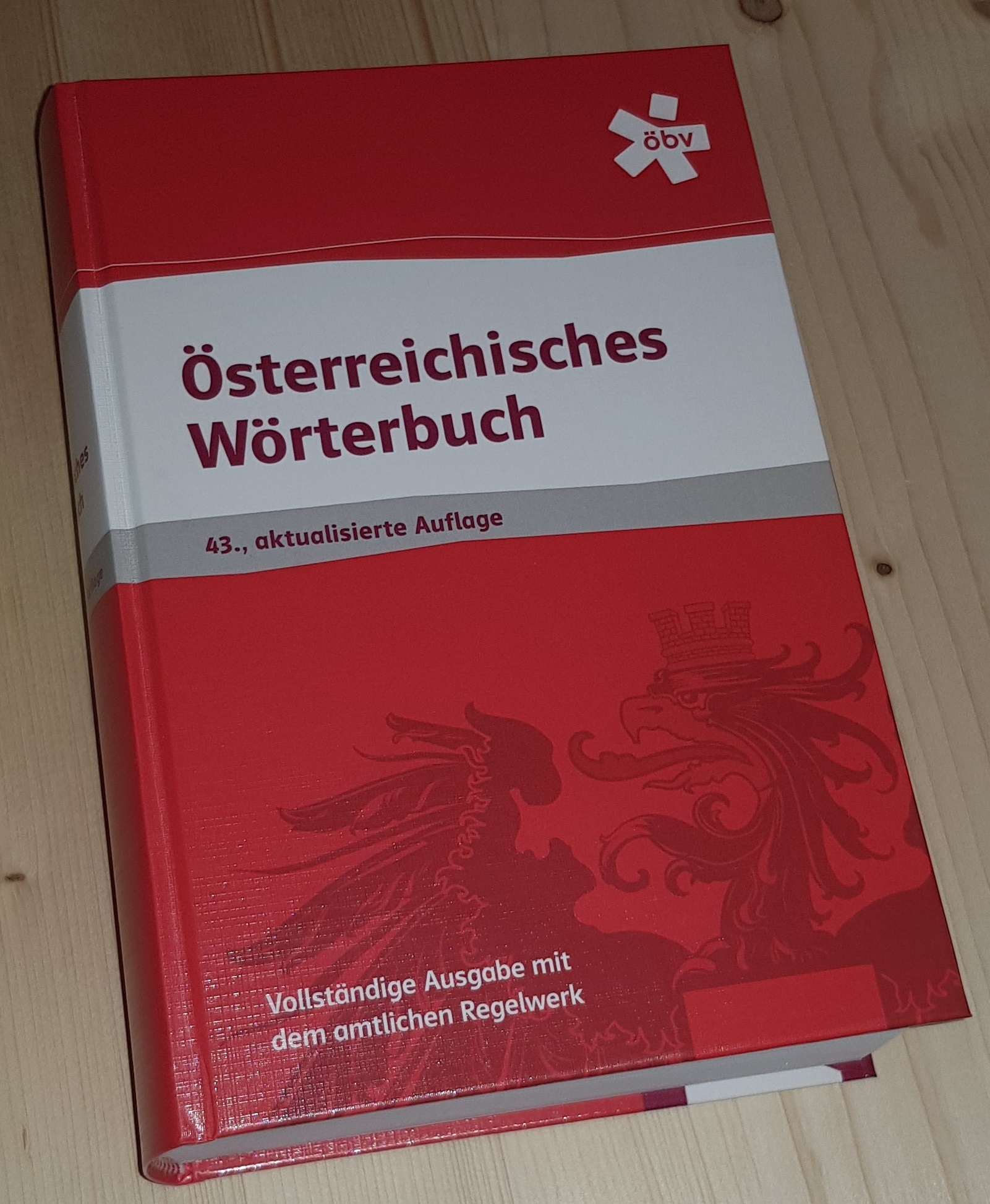
Österreichisches Wörterbuch, 43. Auflage (2018)

Das Österreichische Wörterbuch repräsentiert als Wörterbuch (Rechtschreibwörterbuch) das für Österreich gültige amtliche Regelwerk der deutschen Sprache. Es wird im Auftrag des Bundesministeriums für Bildung vom Österreichischen Bundesverlag (ÖBV) in Wien herausgegeben.

## Bedeutung
Das Österreichische Wörterbuch (ÖWB) wurde 1950 durch den Bundesminister für Unterricht Felix Hurdes angeordnet und in expliziter Opposition zu den Duden-Nachschlagewerken, dem damaligen Marktführer, platziert. Das ÖWB erschien erstmals 1951 und löste damit alle Werke, inklusive der Duden-Wörterbücher, in gewisser Weise ab. Die Rechtschreibregeln aus den Orthographischen Konferenzen (von 1876 und von 1901), auf denen die amtlich gültigen Regelbücher aus den Jahren 1879 und 1902 basierten, blieben dabei unverändert. Die Regelbücher wurden von mehreren Staaten (z. B. Bayern, Österreich-Ungarn) und Kleinstaaten (Baden) publiziert (Regeln für die deutsche Rechtschreibung). Die erste Auflage des ÖWB hatte einen Umfang von 276 Seiten mit 20.000 Stichwörtern und verkaufte noch im selben Jahr den Drucklauf von 20.000 Exemplaren.
Das Österreichische Wörterbuch wurde von 1951 bis ca. 1985 als "Mittlere Ausgabe", mit kleinerem Wortumfang, bezeichnet. Heute gibt es eine Voll-, eine Schul-, sowie eine Kompaktausgabe, ein Arbeitsbuch und eine Digitalausgabe, auf die  über den am Innencover abgedruckten Schlüssel im Internet zugegriffen werden kann. Die 38. Auflage von 1997 ISBN 3-215-07910-0 wurde auf die neue deutsche Rechtschreibung umgestellt. Seit 1979 wird jede Ausgabe gegenüber der vorausgegangenen in ihrem Wortschatz wesentlich erweitert, seit der 1997er-Ausgabe ist das ÖWB mit mehr als 100,000 Stichwörtern auch in Umfang mit dem Rechtschreib-Duden vergleichbar. Die jüngste Auflage ist die 44., sie erschien 2022 ISBN 978-3-209-10285-0.
Das Wörterbuch basiert auf dem amtlichen Regelwerk, welches vom Rat für deutsche Rechtschreibung herausgegeben wird. In der Vollständigen Ausgabe mit dem amtlichen Regelwerk ist dieses als Anhang abgedruckt, jedoch ohne Wörterliste. Das Österreichische Wörterbuch betrachtet sich als populäre Umsetzung des streng wissenschaftlich abgefassten Regelwerks. Diese Umsetzung erfolgt unter Bedachtnahme der österreichischen Eigenheiten und jener vom Rat für deutsche Rechtschreibung vorgeschlagenen Regeländerungen, denen das österreichische Bildungsministerium zustimmte.
Das aktuelle Vorwort des amtlichen Regelwerks lautet:
Das amtliche Regelwerk regelt die Rechtschreibung innerhalb derjenigen Institutionen (Schule, Verwaltung), für die der Staat Regelungskompetenz hinsichtlich der Rechtschreibung hat. Darüber hinaus hat es zur Sicherung einer einheitlichen Rechtschreibung Vorbildcharakter für alle, die sich an einer allgemein gültigen Rechtschreibung orientieren möchten; das heißt Firmen, speziell Druckereien, Verlage, Redaktionen – aber auch Privatpersonen.
Zur Definition einer österreichischen Standardvarietät des Deutschen ist Folgendes vermerkt:
Das Österreichische Wörterbuch ist ein Wörterbuch der guten, richtigen deutschen Gemeinsprache. Es ist jedoch in erster Linie für Österreicher bestimmt und wird vor allem von Österreichern benützt werden. Deshalb enthält es auch zahlreiche allgemein verwendete Wörter der österreichischen Umgangssprache und der österreichischen Mundarten, wenngleich keine Wörter in mundartlicher Schreibung. Solche Wörter sind ausdrücklich als der Umgangssprache oder der Mundart zugehörig gekennzeichnet. Durch die Aufnahme dieser Ausdrücke, die in der Sprache des Alltags immer wieder auftreten und etwa bei der Wiedergabe von Gesprächen geschrieben werden müssen, wurde auch ihre Schreibung festgelegt. Das Österreichische Wörterbuch ist noch in einem anderen Sinn als ein österreichisches anzusprechen. Wir Österreicher verwenden eine Reihe von Ausdrücken, die nicht weniger richtig, gut und schön sind als anderswo gebrauchte. Sie wurden naturgemäß im Wörterbuch bevorzugt, wogegen etwa nur in Norddeutschland übliche gar nicht berücksichtigt oder als bei uns fremd oder zumindest ungewohnt ausdrücklich gekennzeichnet wurden. Es ist aber auch Tatsache, daß wir in der besten Sprache der Gebildeten unseres Landes Wörter anders betonen, anders aussprechen, Hauptwörter mit einem anderen Artikel oder einer anderen Mehrzahlform, Zeitwörter mit einem anderen Hilfszeitwort verwenden u. v. a. m., als dies außerhalb Österreichs üblich ist. In solchen Fällen wurden die bei uns gebräuchlichen, allgemein als gut und richtig empfundenen Formen ins Wörterbuch aufgenommen. (Vorwort, 32. Auflage, 1972)
Das Österreichische Wörterbuch ist in der „Liste der fachlichen Nachschlagewerke für die Gemeinsame Normdatei“ enthalten; seine Schreibweisen bilden also die Vorgaben für Einträge in Datenbanken usw.

## Vorgeschichte
Erste Bemühungen gab es im 18. Jahrhundert. So erforschte der altösterreichische Sprachforscher Johann Siegmund Popowitsch Unterschiede zwischen dem in den österreichischen Erblanden und anderen Teilen des Heiligen Römischen Reichs Deutscher Nation gesprochenen und geschriebenen Deutsch. Popowitsch war Slowene aus der Untersteiermark; von 1753 bis 1766 war er an der Universität Wien Professor für deutsche Sprache und ein Gegner Gottscheds, der die deutsche Sprache nach dem meißnischen Sprachgebrauch normierte. Bis ins 18. Jahrhundert war in den habsburgischen Territorien sowie im katholischen Süddeutschland die oberdeutsche Schreibsprache vorherrschend, verschwand dann allerdings schnell zugunsten des „protestantischen“, weil auf Luther zurückgehenden meißnischen Standarddeutschen. 1774 hinterließ Popowitsch einen umfangreichen Zettelkasten, aus dem das erste österreichische Wörterbuch hätte hervorgehen sollen.
Später, vor dem Ersten Weltkrieg, hatte es in Österreich amtliche Wörterbücher gegeben, die offiziell gebräuchliche Austriazismen berücksichtigten. Dies waren zum einen die Regeln für die deutsche Rechtschreibung nebst Wörterverzeichnis – zum Gebrauche für Lehrer und Schüler, herausgegeben vom k. k. Ministerium für Cultus und Unterricht, letzte Auflage 1915, und zum anderen die vom k. u. k. Reichskriegsministerium herausgegebenen Regeln und Wörterverzeichnis für die deutsche Rechtschreibung, zugleich verdeutschendes Fremdwörterbuch, zum Gebrauche in den k. u. k. Militär-Erziehungs- und Bildungsanstalten, letzte Auflage 1917.
Nach dem Zweiten Weltkrieg gab es noch während der Besatzungszeit von staatlicher Seite das Bestreben, die österreichische kulturelle und auch sprachliche Eigenständigkeit wieder hervorzustreichen und sich damit bewusst von der nationalsozialistischen Kulturpolitik des Deutschen Reiches abzugrenzen. Dies geschah besonders im Schulwesen, wo unter Minister Felix Hurdes bzw. unter dessen kurzzeitig tätigem Vorgänger Ernst Fischer sogar das Schulfach Deutsch in semantischer Abgrenzung einfach in Unterrichtssprache umbenannt worden war. Da in den Schulen der Bedarf nach der Neuauflage eines Wörterbuches bestand, fasste man konsequenterweise auch den Beschluss, ein eigenes Österreichisches Wörterbuch zu erstellen. Damit beauftragt wurde eine Expertenkommission um den als SPÖ-nahe geltenden Philologen und Wiener Landesschulinspektor Albert Krassnigg, das ÖVP-nahe Wiener Stadtschulratsmitglied Anton Simonic, den Sektionschef im Unterrichtsministerium Josef Stur, Ernst Pacolt, Vorstandsmitglied des Vereins Widerstand, und Otto Langbein, in den 1930er Jahren Leiter des Roten Studentenbundes und als Jude Verfolgter im Dritten Reich. Schon kurze Zeit später entstand so im Jahr 1951 die erste Ausgabe des Österreichischen Wörterbuchs, in die zahlreiche Austriazismen neu aufgenommen wurden, wobei man zum einen auf alte Termini aus den Wörterbüchern der Monarchiezeit zurückgriff, andererseits auch Begriffe aus den bairischen Dialekten in Österreich aufnahm, im Besonderen, aber nicht ausschließlich solche aus dem Wienerischen. Auf Grund des Papiermangels in der Nachkriegszeit war diese erste Auflage in ihrem Umfang auf den unmittelbaren Bedarf in den Schulen beschränkt.
Die damalige Entscheidung zu einem eigenen Österreichischen Wörterbuch war mit einem sprachplanerischen Anspruch zur Förderung des österreichischen Patriotismus begründet; zudem befand sich der Verlagsort des deutschen Duden in Leipzig und damit in der sowjetischen Besatzungszone. Dort war zwar unmittelbar nach dem Krieg im Jahr 1947 eine neue Auflage entstanden, die explizit ein Nachdruckrecht für westdeutsche, österreichische und schweizerische Verlage einschloss. Von diesem Recht machte Österreich aber keinen Gebrauch, und auch in Westdeutschland erschien erst 1954 die erste Nachkriegsausgabe, wobei dort auf Grund der unklaren Rechtslage sogar andere Verlage eigene Wörterbücher unter dem Namen „Duden“ herausgaben, teilweise mit abweichenden Schreibweisen.

## Sprachpolitik

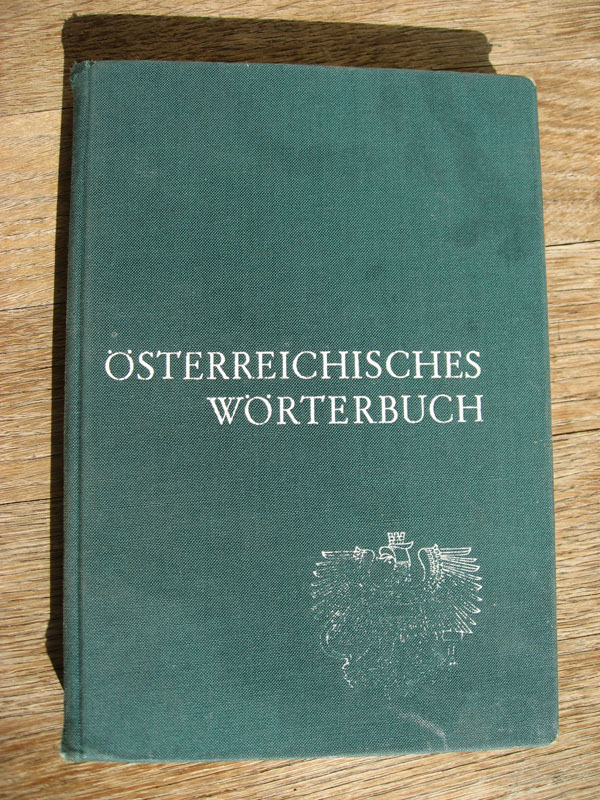
Die Schulausgabe der 32. Auflage von 1972

In den ersten Jahrzehnten wurde von der Redaktion des Österreichischen Wörterbuchs durchaus eine aktive Sprachplanung betrieben, indem österreichischen Wörtern der Vorzug gegeben wurde. Allerdings handelte es sich dabei eher um eine Rekodifizierung des Österreichischen Deutschs; neue Begriffe wurden nur dann aufgenommen, wenn sie zuvor schon in der Literatur und in den Medien Verwendung gefunden hatten. Die Abgrenzung gegenüber Deutschland blieb allerdings Programm, und das Wort „deutsch“ wurde bis in die 1960er Jahre partout vermieden. So sprach man entweder von der Sprache des Österreichers oder schlicht von der Schriftsprache, und die Volksschulausgabe hieß einfach Mein erstes Wörterbuch, dann Kleines Wörterbuch, später Kleines österreichisches Wörterbuch. Als Jakob Ebner 1969 ein Buch über den Sprachgebrauch in Österreich schrieb und dieses beim westdeutschen Dudenverlag in Mannheim publizierte, wurde das von seinen Fachkollegen in Österreich nicht gern gesehen. Als dieser im Jahr 1981 beim selben Verlag auch noch einen Österreichischen Schülerduden herausbrachte, wurde verhindert, dass dieses Werk offiziell zum Gebrauch als Schulbuch zugelassen wurde. Später entspannten sich aber diese Anschauungsunterschiede, und Ebner wurde 1995 als Experte für Lexikographie in die Wörterbuchkommission aufgenommen.
Im Gegensatz dazu hatte man in den 1960er und 70er Jahren keine Schwierigkeiten damit, mit der ostdeutschen Dudenredaktion zusammenzuarbeiten. Ernst Pacolt und Otto Langbein (dieser publizierte unter dem Pseudonym Dr. Ferdinand Gstrein auch zahlreiche Aufsätze zum Thema „Österreichisches Deutsch“ und „Österreichische Nation“, mit teilweise sehr patriotischen Aufrufen wie Sprecht Österreichisch! Dies hielt er vor der ÖWB-Redaktion geheim.) korrespondierten lange Jahre mit dem Bibliographischen Institut in Leipzig und redigierten den „Ost-Duden“ im Bezug auf Austriazismen.
Innerhalb Österreichs gab es jedoch immer wieder Kritik von Sprachwissenschaftlern, Literaten, Politikern und Privatpersonen, die sich gegen einen dezidierten Sprachseparatismus stellten. Manche davon waren von den praktischen Vorteilen eines großen gemeinsamen Sprachraums und damit auch Absatzmarktes für Literatur geleitet, andere wiederum hatten politische Motive und standen dem Dritten Lager nahe. Den heftigsten Widerstand gab es allerdings gegen die „Ostlastigkeit“ des Österreichischen Wörterbuchs. Besonders nachdem in der 35. Auflage vom Jahr 1979 über 5000 hauptsächlich wienerische Wörter neu aufgenommen worden waren, protestierten viele West- und Südösterreicher dagegen, woraufhin der Großteil davon in der nächsten Auflage wieder entfernt wurde.
In den 1980er Jahren trat die sprachpolitische Abgrenzung gegenüber Deutschland in den Hintergrund, und die Redaktion des Österreichischen Wörterbuchs beteiligte sich aktiv an der Diskussion zur Reform der deutschen Rechtschreibung. Man beteiligte sich aber nicht an dem kurz nach der Wende im Jahr 1991 herausgegebenen gesamtdeutschen Einheitsduden. Die Diskussion um die Orthographiereform zog sich daraufhin in die Länge und verhinderte daher eine Neuauflage des Österreichischen Wörterbuchs. So verstrichen von der 37. Auflage, 1990, acht Jahre bis zur 38. Auflage im Jahr 1998, dem Jahr des Inkrafttretens der reformierten deutschen Rechtschreibung. In der Zwischenzeit hatte in der Öffentlichkeit vor allem die Aufregung rund um den österreichischen EU-Beitritt 1995 die Gemüter erhitzt und zu einer neuen metasprachlichen Diskussion über das österreichische Deutsch und die Sinnhaftigkeit einer einheitlichen Rechtschreibung geführt. Die Redaktion des Österreichischen Wörterbuchs hielt an der gemeinsam beschlossenen Orthographiereform fest, nahm aber zahlreiche zusätzliche Austriazismen in die 38. Auflage auf (die Zahl der Lemmata stieg insgesamt von 37.100 auf 62.800).
Somit präsentiert sich das durch das Österreichische Wörterbuch amtlich kodifizierte Österreichische Deutsch heute in einer mit Deutschland übereinstimmenden Schreibweise, allerdings mit mehr spezifischem Vokabular als je zuvor. Die metasprachliche Diskussion über das Österreichische Deutsch ist daher sowohl in Österreich als auch außerhalb des Landes keineswegs abgeschlossen.

## Aktuelle und vorhergegangene Ausgaben

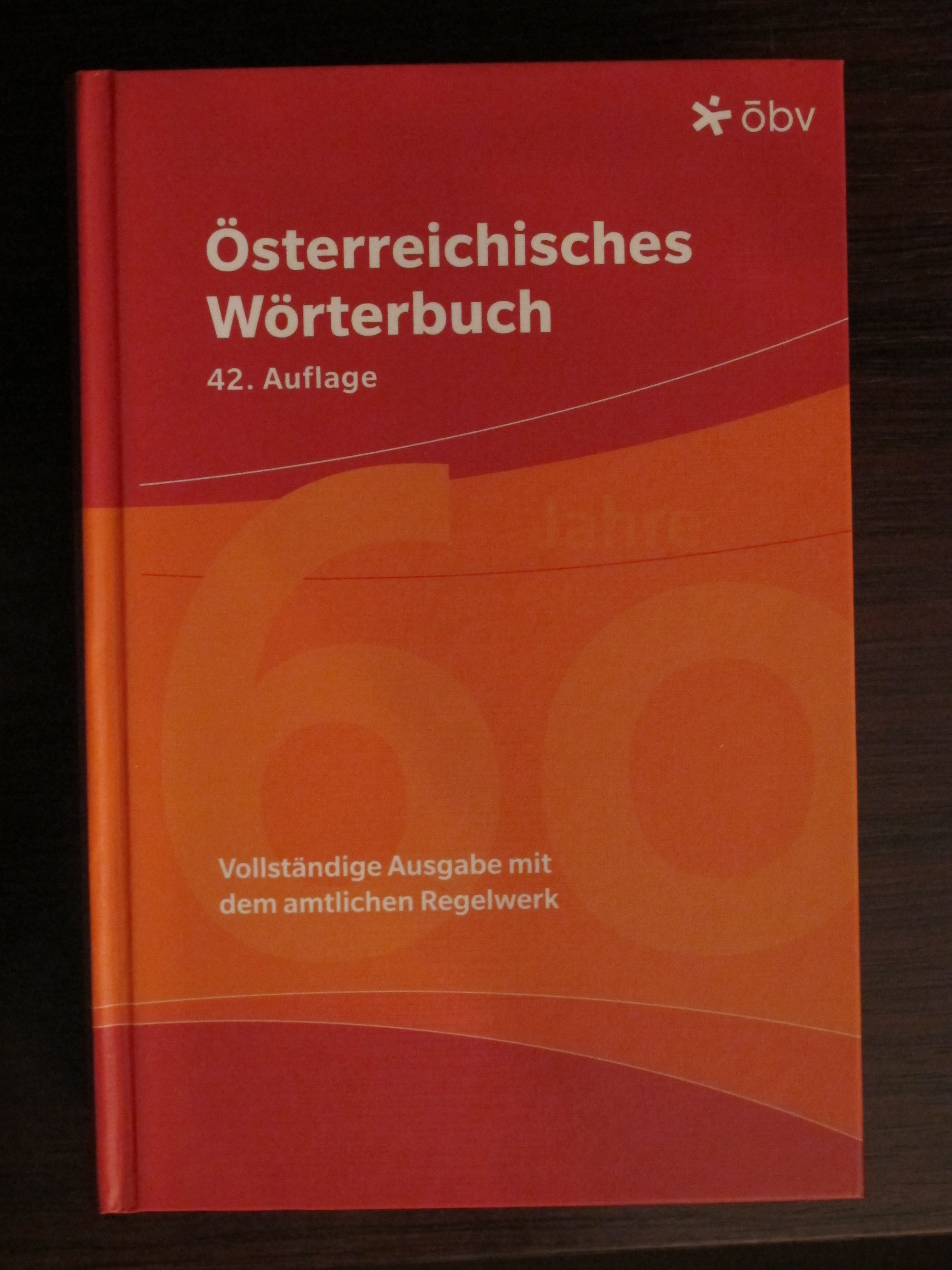
Die 42. Ausgabe zum 60-Jahr-Jubiläum, 2012

Seit der 38. Auflage richtet sich die Schreibweise der Wörter im Österreichischen Wörterbuch nach der aktuellen, reformierten Rechtschreibung, deswegen bestehen nur dann rechtschreibliche Unterschiede zum deutschen Duden, wenn Wörter unterschiedlich ausgesprochen werden.
Einige neue Wörter unterscheiden sich im Österreichischen Wörterbuch dennoch vom Duden; so ist etwa in Österreich smsen nun standardisiert, während es im Duden simsen heißt. Aus dem Bereich des Sports wurde etwa das Wort Blutdoping aufgenommen, dies wegen der lange Zeit von den österreichischen Medien behandelten Doping-Affäre bei den Olympischen Winterspielen von Turin.
Einige Eltern hatten sich bei der Wörterbuchkommission der 38. Ausgabe beschwert, das Buch enthalte zu viele „schmutzige“ Ausdrücke, weshalb ab der 39. Auflage bei dem umgangssprachlichen Ausdruck pempern die Bedeutung „koitieren“ weggelassen wurde. Seit der 42. Auflage ist sie aber wieder verzeichnet.
Die Autoren der 40. Auflage waren die Germanisten Otto Back, Erich Benedikt, Karl Blüml, Jakob Ebner, Hermann Möcker vom Institut für Österreichkunde sowie die Grande Dame der österreichischen Dialektforschung, Professorin Maria Hornung, Professor Heinz Dieter Pohl von der Universität Klagenfurt und der bereits emeritierte Univ.-Prof. Herbert Tatzreiter von der Universität Wien.
In der Vollausgabe wurden gegenüber der 39. Auflage rund 3.000 neue Lemmata aufgenommen, darunter E-Card für die österreichische Krankenversicherungskarte, Hacklerregelung und Pensionsharmonisierung. Aus dem Alltagswortschatz kamen allein unter dem Anfangsbuchstaben A folgende neue Ausdrücke hinzu: Altenbetreuer, anzipfen, ablösefrei, Audiobook, Afro-Look und Alkopops, daneben auch zahlreiche Wörter aus dem Bereich Computer und Internet wie skypen, VoIP, Blog, Linux und Wikipedia.
Gleichzeitig wurden einige nicht mehr gebräuchliche Ausdrücke entfernt, darunter Absperrkommando, affengeil und Arbeitermittelschule. Die Wörter Schilling und Gendarmerie treten weiterhin auf, auch wenn das zugrundeliegende Signifikat im Alltag nicht mehr existiert. Auch typische Dialektausdrücke, die in Österreich auch schriftlich verwendet werden, sind weiterhin enthalten, so etwa die Kärntner Strankerl (Gartenbohne) oder der Zöger bzw. Zeger für einen geflochtenen Tragkorb.
Weitere typisch österreichische Bezeichnungen im Österreichischen Wörterbuch sind: Dulliähstimmung, Greißler, Gwirkst, Jausengegner, Käsekrainer, klass, Outwachler, Pfusch, pipifein, Roadpricing, Stockerlplatz, Szenebeisl, tschechern, zach und zerknautschen.
Die 41. Auflage erschien 2009 auf 1008 Seiten und in der etwas weniger umfangreichen Schulausgabe mit 864 Seiten. Daneben gibt es noch eine Kompaktausgabe mit dem Basiswortschatz von 20.000 Einträgen. 2012 wurde dann die 42. Auflage als neu bearbeitete Jubiläumsausgabe zum 60. Jahrestag herausgegeben. Die 43. Auflage erschien 2016 und umfasst in der Schulausgabe wie die vorherige Auflage 928 Seiten. Die vollständige Ausgabe mit dem amtlichen Regelwerk kommt auf 1056 Seiten.
Die 44. Auflage erschien als 70-Jahr-Jubiläumsausgabe in einer Sonderauflage mit speziellem Buchumschlag von Boicut, der allgemeinen Ausgabe, sowie der Schulausgabe Frühsommer 2022. Die Sonderedition kommt auf 1055 Seiten, die Schulausgabe blieb bei den bewährten 928 Seiten Umfang.
2025 wurde im Wörterbuch eine österreichische Buchstabiertabelle veröffentlicht.

## Sekundärliteratur
- Ulrich Ammon: Die deutsche Sprache in Deutschland, Österreich und der Schweiz – Das Problem der nationalen Varietäten. Walter de Gruyter, 1995, ISBN 3-11-014753-X.
- Stefan Dollinger: Österreichisches Deutsch oder Deutsch in Österreich? Identitäten im 21. Jahrhundert. 3. Auflage. new academic Press, Wien 2021, S. 120–135 (online)
- Gregor Retti: Austriazismen in Wörterbüchern. Zum Binnen- und Außenkodex des österreichischen Deutsch. phil. Diss. Innsbruck, 1999 (online)
- Gregor Retti: Das Österreichische Wörterbuch. Entwicklung, Wortbestand, Markierungssysteme. Dipl.-Arb. Innsbruck, 1991 (online)
- Rudolf Muhr: Österreichisches Aussprachewörterbuch, österreichische Aussprachedatenbank (Adaba); inkl. CD mit 75.964 Audiofiles. Lang, Frankfurt am Main/Wien (u. a.) 2007, ISBN 978-3-631-55414-2.
- Wolfgang Pollak: Was halten Österreicher von ihrem Deutsch? Eine sprachpolitische und soziosemiotische Analyse der sprachlichen Identität der Österreicher. ÖGS/ISSS (Institut für Sozio-Semiotische Studien), Wien 1992.